# エゾムシクイ
エゾムシクイ（蝦夷虫食、Phylloscopus borealoides）は、ムシクイ科に分類される鳥。

## 分布
夏季に日本、ロシア東部で繁殖する。日本では夏季に繁殖のため北海道や本州、四国に飛来（夏鳥）する。

## 形態
全長11.5cm。体重8-13.5g。背面は褐色、褐色味のある白い羽毛で覆われる。
眼上部にある眉状の斑紋（眉斑）は細く黄白色。

## 生態
急な傾斜があり崖が多い亜高山帯のブナ林や広葉樹と針葉樹の混合林等に生息する。
食性は動物食で、昆虫類、クモ等を食べる。樹上を移動しながら獲物を捕食する。
繁殖形態は卵生。繁殖期には縄張りを形成する。日本では洞窟の壁面にある窪み等に球状の巣を作り、6-7月に4-6個の卵を産む。メスのみが抱卵し、抱卵期間は約14日。雛は孵化してから約15日で巣立つ。